# Adipositas-Paradoxon
Das Adipositas-Paradoxon (englisch obesity paradox) ist ein Schlagwort für eine umstrittene medizinische Hypothese. Sie beschreibt die epidemiologisch begründete Vermutung, dass übergewichtige (adipöse) Patienten bei einigen Erkrankungen bessere Überlebenschancen hätten als normalgewichtige.

## Beschreibung
Eine Vielzahl von klinischen Studien, beispielsweise die Framingham-Herz-Studie, zeigten, dass ein hoher Body-Mass-Index (BMI) mit schwerwiegenden Erkrankungen korreliert, wie Diabetes mellitus, Herzinsuffizienz, Arteriosklerose, Schlaganfall oder Brustkrebs. Übergewicht ist ein eindeutiger Risikofaktor, der die Lebenserwartung signifikant senkt.
Dagegen wurde in einer Reihe von epidemiologischen Studien festgestellt, dass Patienten mit Herzerkrankungen – also bereits erkrankte Personen – mit einem erhöhten BMI im Vergleich zu normalgewichtigen Patienten ein vermindertes Risiko für das Eintreten weiterer Störfälle haben.
Bei folgenden Erkrankungen wurde in Studien ein Adipositas-Paradoxon gefunden:
- Chronische Herzinsuffizienz[6]
- Koronare Herzkrankheit[7]
- Chronisches Nierenversagen (Dialysepatienten)[8]

Dieses Paradoxon wird allerdings häufig dahin gehend falsch interpretiert, dass Über- besser als Normalgewicht sei. Das Adipositas-Paradoxon trifft jedoch nur auf bereits erkrankte Personen zu, und diese haben aufgrund ihrer Erkrankung statistisch ohnehin schon eine verkürzte Lebenserwartung. Im Fall der Herzinsuffizienz ist es günstiger, von vornherein die Krankheit durch Normalgewicht zu vermeiden, als nach Eintritt der Krankheit mit Hilfe von Übergewicht etwas länger überleben zu wollen.
Das Adipositas-Paradoxon wurde erstmals 1999 beschrieben.

## Kritik
Die Studienergebnisse wurden sehr bald grundsätzlich in Frage gestellt. Zum einen wurde die Existenz des Adipositas-Paradoxons bezweifelt. Ein Argument gegen das Adipositas-Paradoxon ist, dass chronische Patienten mit dem niedrigsten BMI üblicherweise die am schwersten erkrankten sind. Bei vielen Erkrankungen, wie beispielsweise AIDS oder Krebs, tritt zudem im Endstadium ein krankheitsbedingter Gewichtsverlust ein. Diese Konfundierungseffekte würden die Studienergebnisse verfälschen.
Ein typischer Confounder ist das Tabakrauchen, das zwar den BMI reduziert, aber die Mortalität signifikant erhöht.
In einer Übersichtsarbeit von 2015 wurde dargelegt, warum das Adipositas-Paradoxon als eine Fehleinschätzung (Artefakt) aufgrund von statistischen Unzulänglichkeiten (Stichprobenverzerrung) betrachtet werden könne.
Die Idee des „Adipositas-Paradoxon“ wird massiv von Firmen wie Coca Cola gefördert, welche dahingehende „Studien“ finanzieren und bewerben, da sie ein finanzielles Interesse daran haben, negative Gesundheitsauswirkungen von Adipositas zu leugnen.
2023 widerlegte eine Studie das Adipositas-Paradoxon für Herz-Kreislauf-Erkrankung. Forscher weisen in diesem Zusammenhang darauf hin, dass nicht das Körpergewicht oder der Körperfettanteil per se, sondern das Viszeralfett der entscheidende Risikofaktor ist. Der Body-Mass-Index ist kein optimaler Indikator, weil er nichts darüber aussagt, wo das Gewicht herkommt. So hatte Arnold Schwarzenegger auf dem Höhepunkt seiner Karriere durch die Muskelmassen einen BMI von 30. Auch können manche Menschen bei höherem Körperfettanteil trotzdem einen geringeren Viszeralfettanteil haben, während andere Menschen bei normalem Körperfettanteil bereits einen kritisch erhöhten Viszeralfettanteil haben können (TOFI, „skinny fat“). Der wesentlich bessere Indikator sei das Taille-Hüft-Verhältnis.